# Blas Pérez Velázquez
Blas Pérez Velázquez (m. 18 de febrero de 1300) fue un eclesiástico castellano, que ocupó el cargo de obispo de Segovia entre 1289 y 1300.
Natural de la ciudad de Segovia e hijo de Rodrigo Pérez y María Velázquez, fue nombrado obispo el 13 de diciembre de 1289. En su mandato destaca el buen gobierno de la diócesis, y el aumento de sus rentas, por lo que fue bien considerado por el cabildo catedralicio, que le donó un espacio de capilla en la iglesia catedral. La edificó en el año 1294, con advocación a San Martín, San Agustín y San Benito.
Se trasladó a Roma, y estando en aquella ciudad hizo donación al cabildo segoviano de todos los bienes que tenía en el lugar de Colladillo, en 1297, y un año después, a instancias del rey Fernando IV de Castilla y de su madre María de Molina, y a petición del concejo de Maderuelo, unió las parroquias de Santa Columba, de Santo Domingo, de la Vera Cruz, San Juan y del Salvador a la de Santa María del Castillo de dicha villa, y las de San Martín, de San Millán y de San Andrés a la de San Miguel. Falleció en su cargo en el año 1300.
| Predecesor: Rodrigo Tello | Obispo de Segovia 1289 - 1300 | Sucesor: Fernando Sarracín |